# Jacinto Fabricio Lara
Jacinto Fabricio Lara Urrieta (Carora, estado Lara, Venezuela, 4 de septiembre de 1834-Barquisimeto, estado Lara, 14 de noviembre de 1915) fue un militar y político venezolano de la segunda mitad del siglo XIX. Se unió al ejército para defender al gobierno de José Gregorio Monagas. Luego de participar en la Guerra Federal como centralista, se sumó al partido Liberal de Antonio Guzmán Blanco, para quien fungió como Presidente del estado Lara en varias ocasiones, canciller, ministro de Fomento y de Guerra y Marina. Además, fue elegido como senador al Congreso por su estado. Alcanzó la distinción de General en Jefe del Ejército. Jacinto Fabricio Lara fue hijo del prócer independentista Jacinto Lara.

## Biografía
Jacinto Fabricio Lara Urrieta es hijo del general Jacinto Lara y de Nemesia Urrieta. Tuvo cuatro hermanos, Nemesia, Elodia, Francisco Javier y Eladio.

### Educación
A temprana edad se muda a Barquisimeto para estudiar en el Colegio Nacional, donde se gradúa de bachiller en filosofía. Luego se traslada a Caracas para estudiar derecho en la Universidad Central de Venezuela, carrera que abandonó poco tiempo después para unirse al ejército.

### Vida militar
El 12 de julio de 1854, él y su hermano Eladio se ponen bajo las órdenes del general José Laurencio Silva, comandante del Ejército que tenía la misión de derrotar un alzamiento que unió a liberales y conservadores en contra del presidente José Gregorio Monagas.
Jacinto Fabricio Lara participó en la Guerra Federal dentro del bando conservador. Luchó en cuatro combates entre 1862 y 1863: La Peñita, La entrada de La Palma, Valencia y Puerto Cabello. Tras los sucesos del 14 de agosto de 1869, en los que José Ruperto Monagas mandó a atacar una fiesta que ofrecía Antonio Guzmán Blanco, quien era líder del bando Liberal y amigo personal de Lara Urrieta, este último se une al partido Liberal. Guzmán se exilia en Curazao, y en el febrero siguiente invade Venezuela desde Coro. En abril de 1870 los liberales tomaron Caracas y se hicieron con el Gobierno, en el que Jacinto Lara asumió cargos políticos.

### Vida política
Entre 1869 y 1870, Lara ejerce la primera vicepresidencia del Congreso, del cual formaba parte como senador por el estado Barquisimeto. En 1874 asumió la comandancia del ejército en el mismo estado y se postula para ejercer la presidencia de la entidad, elecciones de las que se retira posteriormente y se muda a su hacienda. Luego enfrentó un alzamiento militar contra el presidente Antonio Guzmán Blanco, encabezado por el general León Colina quien presidía el vecino estado Coro.
Un año después, Lara Urrieta asume el cargo de presidente de Barquisimeto de forma provisional y luego lo asume oficialmente en enero de 1877 hasta mayo de 1879. Durante su ejercicio adelanta las obras de la carretera entre Aroa y Barquisimeto. Durante los últimos meses de su mandato además dirige la marcha sobre Coro como segundo jefe del Ejército guzmancista durante la Revolución Reivindicadora que dividió a los liberales tras la muerte del presidente Francisco Linares Alcántara.
El 27 de abril de 1879 Jacinto Lara asume como Presidente del Congreso Plenipotenciario de los estados que designa a Antonio Guzmán Blanco como Presidente de la República. En febrero de 1880 vuelve a presidir el estado Barquisimeto provisionalmente, cargo que mantiene hasta julio de 1881. Durante ese periodo es ascendido a general en jefe, el 31 de mayo de 1880.
En 1882 Antonio Guzmán Blanco designa a Lara Urrieta al frente del Ministerio de Relaciones Exteriores. Ese mismo año Guzmán agrupó al antiguo estado Barquisimeto y al estado Yaracuy en el Gran estado Lara, que Jacinto Lara Urrieta presidió desde ese momento hasta el año 1884. Durante esta tercera gestión construye la Plaza Bolívar de Barquisimeto, la casa de gobierno, el cuartel y el mercado. Además lleva a cabo las carreteras que conectan Yaritagua y Cabudare con la capital del estado.
En 1884 deja su estado para asumir como ministro de Fomento y falla en un intento por ser Presidente de la República cuando Antonio Guzmán Blanco impuso a Joaquín Crespo, de quien luego se convierte en su ministro de Guerra y Marina. Luego se toma un receso y regresa nueve años después al gobierno como embajador en Ecuador, Perú y Bolivia hasta el año 1899, durante la segunda gestión de Joaquín Crespo.
Tras el ascenso al poder del Ignacio Andrade, Jacinto Lara se suma a la Revolución Liberal Restauradora de Cipriano Castro quien derrota al gobierno y asume la presidencia en octubre de 1899. Desde ese momento es nombrado jefe civil y militar del estado Lara, se le encomienda la tarea de derrotar las guerrillas dirigidas por el exministro de Fomento, José Manuel Hernández. Luego de ejercer como senador por su estado, Lara también se alzará en armas en contra del gobierno en la Revolución Libertadora dirigida por el banquero Manuel Antonio Matos, quien lo nombra gobernador revolucionario de Lara. En 1903 es apresado en el Castillo Libertador de Puerto Cabello. En 1908, Luego del derrocamiento de Castro, es liberado por el gobierno de Juan Vicente Gómez y se retira de la arena pública hasta su muerte el 4 de noviembre de 1915.